# Pim Kiderlen

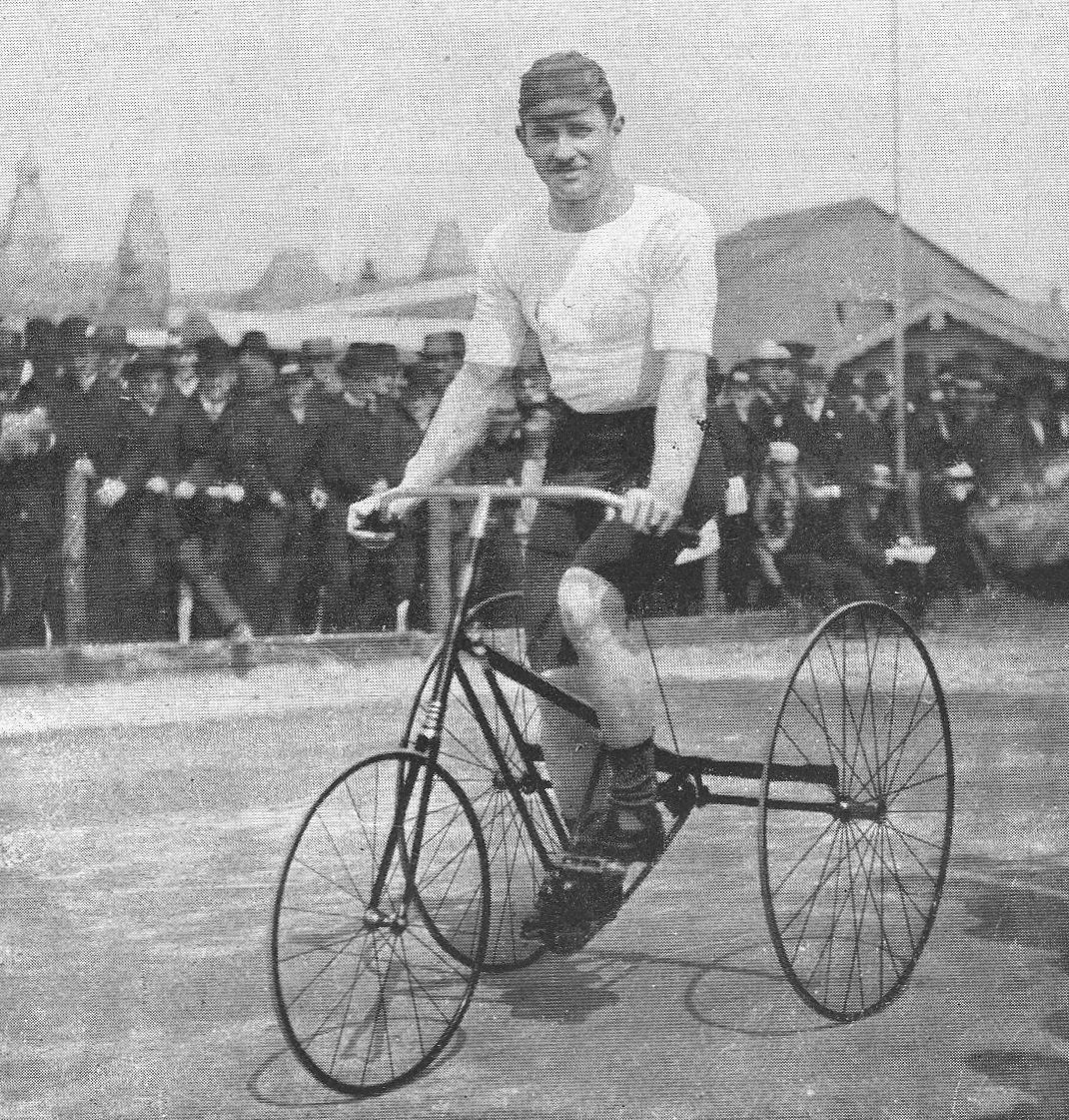
Pim Kiderlen (1886)

Antoine Emile „Pim“ Kiderlen (* 18. Januar 1868 in Delfshaven, heute zu Rotterdam; † 13. September 1931 in Leiden) war der erste niederländische Radsportler, der bedeutende internationale Erfolge erzielte. Inoffiziell gilt er als erster niederländischer Weltmeister im Radsport.
Pim Kiderlen bestritt in den Anfangsjahren des Radsports Rennen auf dem Hoch- wie auf dem Dreirad. Auf beiden Fahrradtypen wurde er jeweils Europameister. 1886 gewann er die Offene Englische Meisterschaft, die die Briten als inoffizielle Weltmeisterschaft betrachteten. Somit kann Kiderlen als erster niederländischer Radsport-Weltmeister angesehen werden. In Großbritannien trug er den Beinamen The new Flying Dutchman. Im selben Jahr wurde er dreifacher niederländischer Meister. 1887 errang er erneut zwei Europameister-Titel. Einer seiner internationalen Konkurrenten war der belgische Rennfahrer Emile De Beukelaer, der 1900 erster Präsident des neugegründeten Weltradsportverbandes Union Cycliste Internationale wurde.
1885 ging Kiderlen eine Wette ein, dass er die Strecke von Rotterdam nach Leeuwarden (rund 333 Kilometer) innerhalb von 24 Stunden schaffen würde, für die man bisher mit Fuhrwerken 31 Stunden benötigt hatte. Er schaffte die Strecke in 22 Stunden und 35 Minuten, die Pausen abgerechnet betrug die Netto-Zeit 16 Stunden und 46 Minuten. Diese Leistung wurde zu jener Zeit als Streckenweltrekord betrachtet. Auf der Fahrt war er mit einem Totschläger bewaffnet, um sich gegen Straßenräuber und Fahrradfeinde wehren zu können.
1886 stellte Kiderlen einen weiteren Rekord auf, als er die 52 Kilometer zwischen Rotterdam und Utrecht in einer Stunde und 48 Minuten bewältigte, was einer Geschwindigkeit von 29 Kilometer pro Stunde entsprach. Im Jahr darauf 1887 fuhr er ein Rennen von Delfshaven nach Schiedam gegen einen Dampfzug. Radsportler und Zug erreichten das Ziel zur selben Zeit.
Innerhalb von zwei Jahren gewann Kiderlen 42 Rennen und belegte 24-mal den zweiten Platz. Während seiner aktiven Zeit verbesserte er selbst seine Räder ständig und verwendete dafür die besten Zubehörteile. Wenn er trainierte, erregte er Aufmerksamkeit auf den Straßen und war bald äußerst populär. 1888 kollidierte er während des Trainings mit einem Auto und musste wegen einer Knieverletzung den Radsport aufgeben. Anschließend zog er nach Leiden und eröffnete dort einen Maschinenhandel.
Aus Anlass des Tourstarts 2015 in den Niederlanden fuhr der dort als Hochradfahrer bekannte Simon Groen (wegen seiner Haartolle De Kuif genannt) mit einem Hochrad aus Karbon auf Kiderlens Spuren von Rotterdam nach Leeuwarden. Er bewältigte die Strecke in drei Etappen an drei Tagen. In Leeuwarden wurde Groen von Radfahrern auf historischen Rädern sowie dem Urenkel von Kiderlen, ebenfalls Pim Kiderlen, empfangen.

## Erfolge
- 1886:  – Europameister über 2 Kilometer auf der Bahn in Berlin (Hochrad)
- 1886:  – Europameister über 5000 Meter (Dreirad)
- 1886:  – London (Tandem)
- 1887:  – Europameister über 5 Kilometer auf der Bahn
- 1887:  – Europameister über 10 Kilometer (Dreirad)